# جيمس لورانس ليفين
جيمس لورانس ليفين (بالإنجليزية: James Levine)‏ (و. 1943  م) هو موزع، وعازف بيانو، وموسيقي، ومخرج موسيقي أمريكي، ولد في سينسيناتي، أوهايو، يستخدم آلات بيانو، وهو عضوٌ في الأكاديمية الأمريكية للفنون والعلوم.

## التعليم
تعلم في مدرسة جوليارد.

## جوائز
حصل على جوائز منها:
- جائزة رجل الموسيقى لتشارلز إي لوتون [الإنجليزية]‏ (1979)
- الميدالية الوطنية للفنون
- النيشان الذهبي للخدمات المقدمة لمدينة فيينا ‏
- مركز كينيدي الثقافي.

## وصلات خارجية
- جيمس لورانس ليفين على موقع IMDb (الإنجليزية)
- جيمس لورانس ليفين على موقع الموسوعة البريطانية (الإنجليزية)
- جيمس لورانس ليفين على موقع مونزينجر (الألمانية)
- جيمس لورانس ليفين على موقع ميوزك برينز (الإنجليزية)
- جيمس لورانس ليفين على موقع إن إن دي بي (الإنجليزية)
- جيمس لورانس ليفين على موقع أول ميوزيك (الإنجليزية)
- جيمس لورانس ليفين على موقع ديسكوغز (الإنجليزية)
- جيمس لورانس ليفين على موقع قاعدة بيانات الفيلم (الإنجليزية)
- جيمس لورانس ليفين في قاعدة بيانات الأفلام على الإنترنت